# Грег Оден
Грегорі Вейн Оден (молодший) (англ. Gregory Wayne Oden Jr., нар. 22 січня 1988, Баффало, Нью-Йорк) — американський професійний баскетболіст, що грав на позиції центрового.
Вважається одним з найбільших розчарувань в історії драфту НБА.

## Ігрова кар'єра

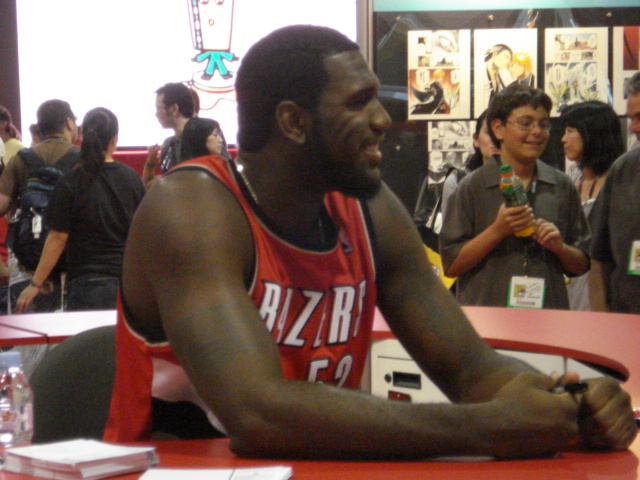
Оден у 2008 році

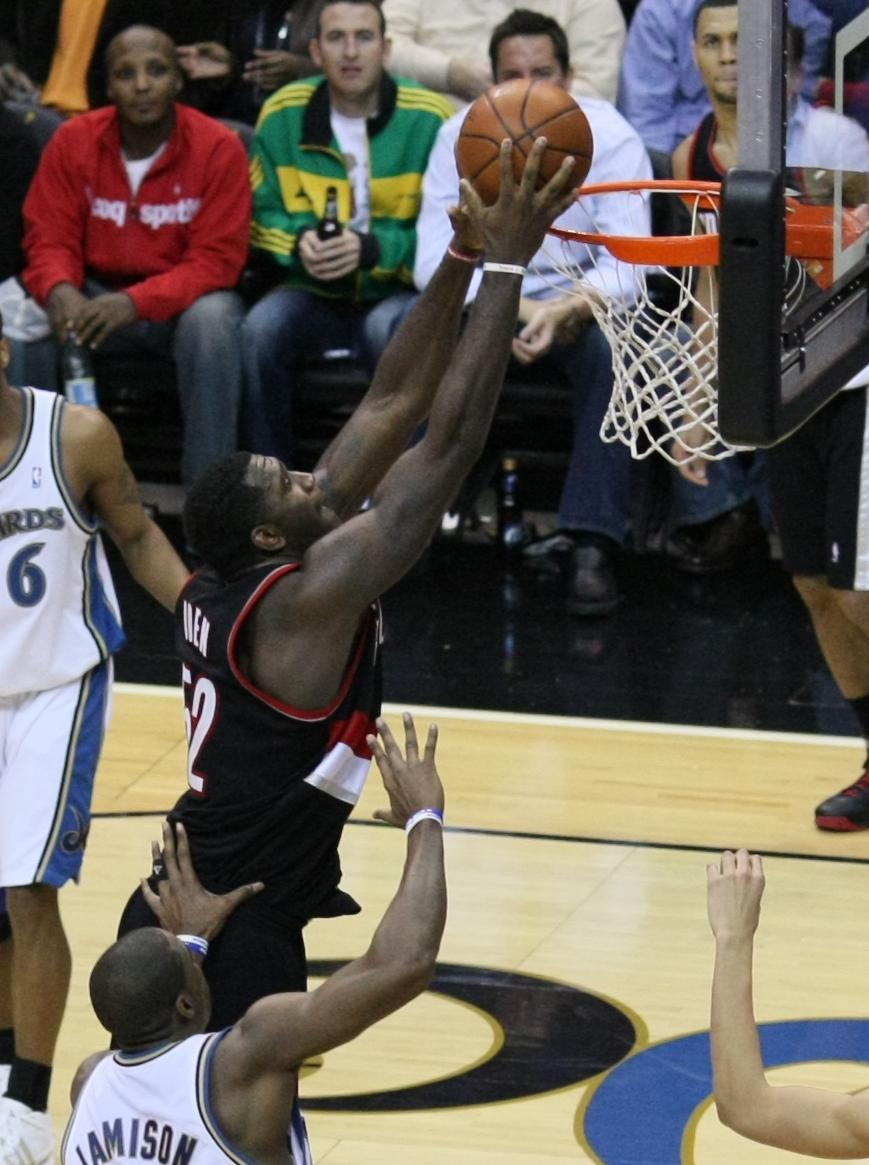
Оден виконує слем-данк за «Портленд»

Починав грати у баскетбол у команді старшої школи Північний Лоренс (Індіанаполіс), тричі ставши чемпіоном штату Індіана. На університетському рівні грав за команду Огайо Стейт (2006–2007). На своєму другому курсі включався до другої збірної NCAA. Разом з командою доходив до фіналу студентського турніру.
2007 року був обраний у першому раунді драфту НБА під загальним 1-м номером командою «Портленд Трейл-Блейзерс». Професійну кар'єру розпочав 2007 року виступами за тих же «Портленд Трейл-Блейзерс», захищав кольори команди з Портленда протягом наступних 5 сезонів. Перед початком першого сезону переніс операцію на правому коліні, через що був змушений пропустити цілий сезон. В першому ж матчі наступного сезону знову травмувався та пропустив кілька тижнів. 12 листопада 2008 року повернувся на майданчик в матчі проти «Маямі», де набрав свої перші очки в лізі. 19 січня 2009 року в матчі проти «Мілвокі Бакс» набрав рекордні для себе 24 очки та 15 підбирань. 13 лютого травмувався та вибув на три тижні.
23 листопада 2009 року повторив свій рекорд результативності, а 1 грудня встановив новий особистий рекорд зібраних відскоків, зробивши 20 підбирань у матчі. 5 грудня травмувався та вибув до кінця сезону.
17 листопада 2010 року клуб оголосив, що Одену необхідна ще одна операція, тепер вже на лівому коліні, яка достроково закінчувала його сезон 2010—2011.
3 лютого 2012 року Оден переніс чергову операцію на правому коліні, а 20 лютого — на лівому. 15 березня клуб відрахував Одена зі свого складу.
7 серпня 2013 року підписав однорічний контракт з «Маямі Гіт». 15 січня 2014 року дебютував за «Маямі», повернувшись до гри після кількарічного простою та набравши 6 очок і 2 підбирання за 8 хвилин у матчі проти «Вашингтона». Разом з командою дійшов до фіналу НБА, де «Гіт» програли «Сан-Антоніо Сперс».
Останньою ж командою в кар'єрі гравця стала «Цзянсу Дрегонс» з Китаю, до складу якої він приєднався 2015 року і за яку відіграв один сезон.

## Особисте життя
11 серпня 2014 року був звинувачений у побитті своєї дівчини. Отримав штраф.
У вересні 2016 року у нього народився син Лондин, а 3 вересня 2017 року одружився зі своєю нареченою.
Навесні 2019 року закінчив навчання та отримав диплом в Університеті штату Огайо.

## Статистика виступів

### Регулярний сезон
| Сезон             | Команда                   | GP  | GS | MPG  | FG%  | 3P% | FT%  | RPG | APG | SPG | BPG | PPG  |
| ----------------- | ------------------------- | --- | -- | ---- | ---- | --- | ---- | --- | --- | --- | --- | ---- |
| 2008–09           | «Портленд Трейл-Блейзерс» | 61  | 39 | 21.5 | .564 | —   | .637 | 7.0 | .5  | .4  | 1.1 | 8.9  |
| 2009–10           | «Портленд Трейл-Блейзерс» | 21  | 21 | 23.9 | .605 | —   | .766 | 8.5 | .9  | .4  | 2.3 | 11.1 |
| 2013–14           | «Маямі Гіт»               | 23  | 6  | 9.2  | .551 | —   | .565 | 2.3 | .0  | .3  | .6  | 2.9  |
| Усього за кар'єру | Усього за кар'єру         | 105 | 66 | 19.3 | .574 | —   | .658 | 6.2 | .5  | .4  | 1.2 | 8.0  |

### Плей-оф
| Сезон             | Команда                   | GP | GS | MPG  | FG%  | 3P% | FT%  | RPG | APG | SPG | BPG | PPG |
| ----------------- | ------------------------- | -- | -- | ---- | ---- | --- | ---- | --- | --- | --- | --- | --- |
| 2009              | «Портленд Трейл-Блейзерс» | 6  | 0  | 16.0 | .524 | —   | .667 | 4.3 | .0  | .3  | .8  | 5.0 |
| 2014              | «Маямі Гіт»               | 3  | 0  | 2.3  | .000 | —   | —    | .3  | .3  | .3  | .0  | .0  |
| Усього за кар'єру | Усього за кар'єру         | 9  | 0  | 11.4 | .524 | —   | .667 | 3.0 | .1  | .3  | .6  | 3.3 |